# هنرستان فنی شهید بهشتی کرمانشاه
هنرستان فنی شهید بهشتی (یا هنرستان فنی کرمانشاه) هنرستانی پسرانه در شهر کرمانشاه است که از سال ۱۳۳۹ خورشیدی تاکنون به فعالیت خود ادامه می‌دهد. هنرستان فنی پسرانۀ شهید بهشتی در بلوار شهید بهشتی کرمانشاه جنب تالار شهید بهشتی واقع شده‌است. هنرستان فنی شهید بهشتی زیر نظر وزارت آموزش و پرورش و سازمان آموزش و پرورش استان کرمانشاه فعالیت می‌کند و ذیل ناحیهٔ ۳ آموزش و پرورش این شهر قرار می‌گیرد. در این هنرستان رشته‌های فنی و مهارت‌های صنعتی تدریس می‌شود.

## تاریخچه
در سال ۱۳۳۹ نخستین هنرستان فنی در استان کرمانشاه با نام هنرستان صنعتی کرمانشاه توسط ادارۀ آموزش و پرورش کرمانشاه، به مديريت محمدعلی محمديان در شهر کرمانشاه تأسیس شد. هدف از تأسیس این هنرستان تربيت نيروی انسانی متخصص در رشته‌های فنی در استان کرمانشاه بود. هنرستان صنعتی کرمانشاه در زمینی به مساحت حدود ۶/۵ هکتار در مکانی روبروی پالايشگاه کرمانشاه در بلوار شهيد بهشتی واقع شده‌بود.
به‌تدریج بخش‌هایی از محوطۀ هنرستان با عنوان دبيرستان فاطمی و منازل سازمانی از آن جدا گرديدند. در سال ۱۳۶۸ هنرستان صنعتی به دو هنرستان مجزا تقسيم شد و مجتمع فنی و حرفه‌ای پسران کرمانشاه (زنده‌یاد مهندس محمدعلی محمدیان) و هنرستان فنی شهيد بهشتی به صورت مجزا از هم تشکیل شد.
در خرداد ۱۴۰۳ مدیر کل نوسازی و تجهیز مدارس استان کرمانشاه از توسعۀ هنرستان شهید بهشتی کرمانشاه و افزوده‌شدن ۱۵ کلاس درس کارگاهی به این هنرستان تا ماه مهر خبر داد.

### مدرسهٔ ماندگار
هنرستان فنی شهید بهشتی از سوی شورای عالی آموزش و پرورش طی جلسه ۶۵۲ کمیسیون معین به تاریخ ۲۴ دی ۱۳۹۲، به عنوان مدرسه ماندگار شناخته شد. مدرسهٔ ماندگار در ایران به مدرسه‌ای گفته می‌شود که بیش از ۵۰ سال قدمت داشته در سطح ملی و بین‌المللی دارای اعتبار و پیشینهٔ درخشان علمی، فرهنگی و تاریخی باشد.

## رشته‌ها
در ابتدای افتتاح هنرستان، رشته‌های برق، مکانيک، ماشين‌افزار و ساختمان در آن تدریس می‌شد.سپس پس از تقسیم هنرستان به دو هنرستان زنده یاد مهندس محمدیان و شهید بهشتی رشته‌های کامپیوتر،متالوژی، صنایع فلز، ساخت و تولید، مکانیک خودرو و نقشه کشی در هنرستان فنی شهید بهشتی کرمانشاه تدریس شد و با جدا کردن بخشی دیگر از هنرستان و تاسیس هنرستان شهدای هسته ای هم اکنون رشته های ماشین ابزار، مکانیک خودرو، متالوژی، صنایع فلزی و کامپیوتر  تدریس می شود.